# E Sens
E Sens (이센스?), pseudonimo di Kang Min-ho (강민호?, Gang Min-hoLR, Kang MinhoMR; Daegu, 12 agosto 1986), è un rapper sudcoreano.

## Biografia
E Sens ha esordito nell'industria discografica con l'album in studio The Anecdote (2015); il disco, classificatosi 2º nella Gaon Chart, è stato riconosciuto con due Korean Music Awards.
The Stranger (2019) si è fermato nella top five della classifica sudcoreana, mentre Jeogeumtong (2023) ha raggiunto il 14º posto. E Sens ha ricevuto due ulteriori Korean Music Awards, uno per la traccia Son of A e l'altro per What the Hell.

## Discografia

### Album in studio
- 2015 – The Anecdote
- 2019 – The Stranger
- 2023 – Jeogeumtong

### EP
- 2020 – Marigold Tapes

### Singoli
- 2014 – I'm Good
- 2014 – Back in Time
- 2018 – MTLA (feat. Masta Wu)
- 2019 – Son of A
- 2020 – Confirmed (con Zion.T)